# Kärntner Frauen-Cup
Ein Cup des Kärntner Fußballverbandes der Frauen, kurz Frauen-KFV-Cup genannt, wurde in Kärnten 2017/18 das erste Mal ausgespielt. Der Sieger qualifiziert sich für den ÖFB Ladies Cup.

## Geschichte
| Saison              | Pokal-Sieger                                      | Finalist                                          | Resultat                                          |
| Kärntner Frauen-Cup | Kärntner Frauen-Cup                               | Kärntner Frauen-Cup                               | Kärntner Frauen-Cup                               |
| ------------------- | ------------------------------------------------- | ------------------------------------------------- | ------------------------------------------------- |
| 2017/18             | SV Magdalensberg                                  | SV Wernberg                                       | 4:1 (1:0)                                         |
| 2018/19             | SV Wernberg                                       | SVG Bleiburg                                      | 0:0 (0:0), 4:1 i. E.                              |
| 2019/20             | wegen COVID-19-Pandemie in Österreich abgebrochen | wegen COVID-19-Pandemie in Österreich abgebrochen | wegen COVID-19-Pandemie in Österreich abgebrochen |
| 2020/21             | nicht ausgetragen                                 | nicht ausgetragen                                 | nicht ausgetragen                                 |
| 2021/22             | SV Oberglan                                       | SV Wernberg                                       | 5:1 (3:1)                                         |
| 2022/23             | SK Austria Klagenfurt                             | SV Oberglan                                       | 4:2 (3:1)                                         |
| 2023/24             | SC St. Veit                                       | SV Oberglan                                       | 2:2 u. 2:0                                        |
| 2024/25             | SV Kraig                                          | SK Austria Klagenfurt                             | 3:3 (2:2), 5:4 i. E.                              |

Der Kärntner Frauen-Cup wurde in der Saison 2017/18 das erste Mal ausgespielt. Es gewannen die Frauen aus Magdalensberg, die gegen den SV Wernberg mit 4:1 gewannen. In den nächsten Saison, 2018/19, gewannen die Wernbergerinnen. Nach der COVID-19-Pandemie in ganz Österreich wurden 2021/22 die Wernbergerinnen und 2022/23 die Frauenabteilung vom SK Austria Klagenfurt Kärntner Pokalsieger.

## Bezeichnung (Sponsor)
Bisher wurde kein Sponsor für den Pokalwettbewerb der Frauen gewonnen und so heißt der Wettbewerb Kärntner Frauen-Cup.

## Spielmodus, Teilnehmer und Auslosung
Der Kärntner Frauen-Cup wird im K.-o.-System ausgetragen. Alle Runden werden in einem Spiel entschieden, bis zum Halbfinale hat der jener Verein Heimrecht, der in der unteren Liga spielt. Sollten beide Vereine in einer Liga spielen, hat der erstgenannte Verein bei der Auslosung Heimrecht Ab dem Halbfinale wird das Heimrecht gelost. Beim Finale gilt der Sieger des erstgezogenen Halbfinalspieles als Heimmannschaft, der Sieger des zweitgezogenen Halbfinalspiels als Auswärtsmannschaft. Steht es nach 90 Minuten Unentschieden wird der Sieger sofort (ohne Verlängerung) im Elfmeterschießen ermittelt.
- 1. Runde: Vorrunde
- 2. Runde: Vorrunde
- 3. Runde: Halbfinale: 4 Teilnehmer
- 4. Runde: Finale: 2 Teilnehmer

## Die Titelträger
1 Pokalsieg
SV Kraig (2025)
SC St. Veit (2024)
SK Austria Klagenfurt (2023)
SV Oberglan (2022)
SV Wernberg (2019)
SV Magdalensberg (2018)